# Hyršlite
L'hyršlite (simbolo IMA: Hyr) è un minerale del gruppo della sartorite appartenente alla famiglia dei "solfuri e solfosali" con composizione chimica Pb8As10Sb6S32.

## Etimologia e storia
L'hyršlite prende il nome dal dottor Jaroslav Hyršl, mineralogista e gemmologo, professore presso l'Università Carlo di Praga, autore dell'enciclopedia "Minerali e loro località", nonché di innumerevoli ricerche e articoli divulgativi sulle fonti di minerali e gemme, oltre a essere specialista dei giacimenti di minerali e gemme del Perù e della Bolivia.
Il campione tipo è conservato presso il Naturhistorisches Museum di Vienna (Austria) con il numero di catalogo O 201.

## Classificazione
Nella nona edizione della sistematica dei minerali di Strunz, aggiornata dall'Associazione Mineralogica Internazionale (IMA) fino al 2009, l'hyršlite non elencata poiché è stata approvata dall'IMA come minerale indipendente nel 2015.
Nell'edizione successiva, proseguita dal database "mindat.org" e chiamata Classificazione Strunz-mindat, l'hyršlite viene elencata nella classe "2. Solfuri e solfosali (solfuri, seleniuri, tellururi; arseniuri, antimoniuri, bismuturi; solfoarseniuri, solfoantimonuri, solfobismuturi, ecc.)" e nella sottoclasse "2.H Solfosali di archetipo SnS"; questa viene ulteriormente suddivisa in base all'eventuale presenza di certi metalli nel composto, in modo che il minerale possa essere trovato nella sezione "2.HC Con solo Pb" dove insieme a guettardite, sartorite e twinnite forma il sistema nº 2.HC.05a.
Anche nella Sistematica dei lapis (Lapis-Systematik) di Stefan Weiß l'hyršlite è elencata nella classe dei "solfuri e solfosali" e nella sottoclasse dei "solfosali (S : As,Sb,Bi = x)"; qui il minerale si trova nella sezione dei "solfosali di piombo con As/Sb (x= 2,3 - 1,8)" dove insieme ad argentoliveingite, barikaite, carducciite, decatriasartorite, endecasartorite, enneasartorite, eptasartorite, guettardite, incomsartorite, liveingite, marumoite, polloneite, rathite, sartorite e twinnite forma il sistema nº II/E.25.

## Abito cristallino
L'hyršlite cristallizza nel sistema monoclino con il gruppo spaziale P21a con i parametri reticolari a = 8,475(3) Å, b = 7,917(3) Å, c = 20,039(8) Å e β = 102,070(6)°, oltre ad avere 2 unità di formula per cella unitaria.

## Origine e giacitura
L'hyršlite è stata trovata come riempimento di fessure e in sostituzione del calcare in una successione di antiformi e sinformi in un deposito di skarn e in vene di argento-manganese-piombo-zinco, ospitate da calcare e circondate da intrusioni vulcaniche andesitiche e dacitiche. Il minerale è stato trovato in paragenesi con orpimento, stibnite, quarzo, tennantite/tetraedrite, manganoquadratite, solfosali di piombo-argento-manganese-antimonio-arsenico-zolfo, tra cui menchettiite e calcite.
L'hyršlite è un minerale rarissimo ed è stato trovato solo nella sua località tipo, la miniera di "Uchucchacua" nel distretto di Lima (Perù), nello shahrestān di Takab (Iran) e a Gap nella Provenza-Alpi-Costa Azzurra (Francia).

## Forma in cui si presenta in natura
L'hyršlite si presenta sotto forma di cristalli di dimensioni fino a ~300 μm o sotto forma di grani. La lucentezza è metallica con trasparenza opaca; il colore del minerale è grigio, mentre il colore del suo striscio è nero.